# Universitetsmuseet i Bergen
Universitetsmuseet i Bergen, oprindeligt Bergens museum, er et museum i Bergen, Norge, der består af De kulturhistoriske samlingene, Seksjon for ytre kulturminnevern, De naturhistoriske samlingene med Muséhagen, og Arboretet og Botanisk hage i Milde. Museet var en vigtig del af grundlaget for etableringen af Universitetet i Bergen i 1946, og er nu en integreret del af universitetet. Det er store museale samlinger inden kultur- og naturhistorie samlet ved institutionen. Flerfaglig forskning og formidling har hele tiden havde høj prioritet. Som landsdelsmuseum i Vestlandet skal Bergens Museum fungere som et regionalt kompetence- og formidlingscenter for andre museer, skoletjenesten, politiske miljø, erhvervsliv og publikum.